# 横浜ケーブルビジョン
横浜ケーブルビジョン株式会社（よこはまケーブルビジョン）は、神奈川県横浜市保土ケ谷区に本社を置き、ケーブルテレビ（同時再放送、自主放送）と電気通信事業（インターネット接続、IP電話）を主たる業務とし、有線一般放送（ケーブルテレビ局）を運営する一般放送事業者および電気通信事業者である。JCOM株式会社（J:COM）の連結子会社であり、会社および局呼称は「YCV」である。

## 沿革
- 1983年（昭和58年）
  - 7月21日
    - 相模鉄道ほか14社の出資により設立[2]。
- 1988年（昭和63年）
  - 4月2日
    - 旭区全域において開局。
- 2001年（平成13年）
  - 3月31日
    - 保土ケ谷区でインターネット事業を開始。
- 2002年（平成14年）
  - 1月31日
    - 旭区でインターネット事業を開始。
- 2011年（平成23年）
  - 3月1日
    - プライバシーマーク取得。

  - 8月24日
    - ケーブルプラス電話サービス開始。

  - 10月7日
    - 親会社の相鉄ホールディングス株式会社が、株式会社ジュピターテレコム（J:COM）および東京急行電鉄株式会社（東急）に保有する株式を譲渡。J:COMと東急の共同運営事業会社となる[3][4][5]。
    - 本店を「横浜市西区北幸1丁目3番23号」から「横浜市旭区二俣川2丁91番地」に移転。
- 2012年（平成24年）
  - 4月16日
    - 本社を「横浜市旭区二俣川2丁91番地」から「横浜市保土ケ谷区神戸町134番地」に移転。
- 2015年（平成27年）
  - 6月
    - ビデオオンデマンド（VOD）サービス提供開始。
- 2016年（平成28年）
  - 4月
    - 電気サービス（東急でんき）提供開始。
- 2018年（平成30年)
  - 7月
    - ホームIoTサービス（インテリジェントホーム）提供開始。
    - MVNO（J:COM MOBILE）サービス提供開始。

  - 9月
    - ガスサービス（東急でんき&ガス）提供開始。

  - 10月
    - 「横浜型地域貢献企業」として最上位認定を取得。
- 2019年（平成31年/和元年）
  - 1月
    - テレビプッシュサービス提供開始。

  - 10月3日
    - 天王町商店街のネーミングライツを取得[6]。
- 2020年（令和2年)
  - 1月14日
    - 神奈川県より、災害対策基本法に基づく指定地方公共機関に指定される[7]

  - 1月
    - J:COMメッシュWi-Fi提供開始。

  - 2月
    - インターネットサービス「光10G･5Gサービス」提供開始。
    - まとめ請求（DAZN）提供開始

  - 6月
    - J:COMまとめ請求 for Netflix提供開始
- 2021年（令和3年)
  - 8月2日
    - 少額短期保険「ネットあんしん保険」「持ち家あんしん保険」(引受会社：ジェイコム少額短期保険株式会社）取り扱い開始。
- 2022年（令和4年）
  - 9月30日
    - 保土ケ谷警察署と「地域安全に関する協定」を締結

  - 10月1日
    - ワイワイFlex with Disney+提供開始
    - 次世代AI Wi-Fi提供開始

  - 10月3日
    - 泉警察署と「地域安全に関する協定」を締結
- 2023年（令和5年）
  - 7月
    - 集合住宅向け屋外用「防犯カメラサービス」提供開始

  - 11月
    - 「シン・スタンダード」提供開始
    - J:COM STREAM、Paramount＋提供開始
- 2024年（令和6年）
  - 4月
    - ISMS（ISO/IEC 27001）認証取得

  - 7月
    - ゆめが丘エリアマネジメント協議会に正会員として参加

  - 10月
    - 一戸建て向け「防犯カメラサービス」提供開始

## 事業所
本社
- 本社（北緯35度27分13.9秒 東経139度35分51.9秒 / 北緯35.453861度 東経139.597750度座標: 北緯35度27分13.9秒 東経139度35分51.9秒 / 北緯35.453861度 東経139.597750度）
  - 神奈川県横浜市保土ケ谷区神戸町134番地 横浜ビジネスパーク ウエストタワー 10階

事務所
- さちが丘事業所（北緯35度27分20.2秒 東経139度31分29秒 / 北緯35.455611度 東経139.52472度）
  - 神奈川県横浜市旭区さちが丘182番地の3 YCVさちが丘ビル（旧称 相鉄さちが丘ビル）

## 提供区域内自治体
- 神奈川県
  - 横浜市
    - 保土ケ谷区、旭区、泉区、戸塚区、西区

## 業務内容
1. YCV TV（テレビ放送サービス[注 1]）
  1. 双方向機能（STBインターネット接続サービス）
  2. J:COMオンデマンド（VODサービス）
  3. YCV プレス（番組ガイド誌）
  4. YCVチャンネル（第一コミュニティチャンネル）
  5. YCVチャンネル プラス（第二コミュニティチャンネル）
2. YCV NET（インターネット接続サービス）
3. YCV PHONE（固定電話（CATV電話）サービス）
  1. J:COM PHONE プラス（VoIP方式（プライマリ電話）サービス）[注 2]）
4. 東急でんき&ガス
5. J:COM MOBILE（4G（LTE）サービス[注 3]）
6. その他サービス

　　　　　1.防犯カメラサービス

### YCV TV
- シン・スタンダード（42ch+J:COM STREAM、TELASA、Paramount＋）
- ワイワイFlex（59ch以上+NETFLIX or Disney+）
- ワイワイDXプラス（90ch以上）
- ワイワイDX（80ch以上）- 新規受付終了
- セレクト（35ch以上）
- ワイワイLite（50ch以上） - 新規受付終了

#### 地上デジタル放送
- 表中、「伝送方式」欄の『部類』に関しては下記を参照。
  - 「PT」はパススルー方式。
  - 「TM」はトランスモジュレーション方式。
- 表中、『記号』に関しては下記を参照。
  - 「●」は視聴可能。
  - 「×」は視聴不可。
  - 「?」は不明。
- 2020年（令和2年）11月30日現在。

| リ モ コ ン キ \| ID | 放送局               | 三桁 チャンネル | 伝送方式 | 伝送方式 | 備考         |
| リ モ コ ン キ \| ID | 放送局               | 三桁 チャンネル | PT       | TM       | 備考         |
| -------------------- | -------------------- | --------------- | -------- | -------- | ------------ |
| 1                    | NHK総合・東京        | 011 012         | ●        | ●        |              |
| 2                    | NHKEテレ東京         | 021 022 023     | ●        | ●        |              |
| 3                    | tvk                  | 031 032 033     | ●        | ●        |              |
| 3                    | チバテレビ           | 031 032 033     | ●        | ●        | 区域外再放送 |
| 3                    | テレ玉               | 031 032 033     | ×        | ●        | 区域外再放送 |
| 4                    | 日本テレビ           | 041 042         | ●        | ●        |              |
| 5                    | テレビ朝日           | 051 052 053     | ●        | ●        |              |
| 6                    | TBS                  | 061 062         | ●        | ●        |              |
| 7                    | テレビ東京           | 071 072 073     | ●        | ●        |              |
| 8                    | フジテレビジョン     | 081 082 083     | ●        | ●        |              |
| 9                    | TOKYO MX             | 091 092 093     | ●        | ●        | 区域外再放送 |
| 10                   | YCVチャンネル プラス | 101 102         | ●        | ×        |              |
| 11                   | YCVチャンネル        | 111 112         | ●        | ●        |              |

#### FMラジオ
- 2019年（平成31年）1月1日現在。

| MHz  | 放送局      | 備考         |
| ---- | ----------- | ------------ |
| 76.8 | InterFM897  |              |
| 78.8 | TOKYO FM    | 区域外再放送 |
| 80.5 | NACK5       | 区域外再放送 |
| 83.0 | NHK横浜-FM  |              |
| 83.4 | J-WAVE      | 区域外再放送 |
| 84.1 | Fm yokohama |              |
| 85.4 | NHK東京-FM  | 区域外再放送 |

### YCV NET
- 光 10Gコース on auひかり（Wi-Fi標準装備）
- 光 5Gコース on auひかり（Wi-Fi標準装備）
- 光 1Gコース on auひかり（Wi-Fi標準装備）
- 320Mコース（ホームWi-Fi標準装備）
- 120Mコース（ホームWi-Fi標準装備）- 受付終了
- 40Mコース（ホームWi-Fi標準装備）- 受付終了
- 12Mコース（ホームWi-Fi標準装備）- 受付終了
- 超高速ネットコース（160M） - 受付終了
- 高速ネットコース（30M） - 受付終了
- 標準ネットコース（10M） - 受付終了
- 入門ネットコース（1M） - 受付終了

なお、旭区、泉区、保土ケ谷区の公共施設にYCVのインターネット体験コーナーが設置されている。

## コミュニティチャンネル

### 現在放送中の番組

#### 自社製作番組
地域情報便 じもっと!!
- 火曜日と金曜日の16時から生放送。旭区・泉区・西区・保土ケ谷区で開催されるイベントや地域のお店を伝える情報番組。
- キャスター
  - 山口真孝
  - 山田香菜子
  - 北村麗 （山田キャスターの代役。2025年6月17日 - ）
- 番組内コーナー
  - （火曜日）やまかなの学校調査隊
  - （金曜日）いいね！じもとみせ
  - （不定期）今日はココから　出演：大吟嬢

地域発信バラエティー のんビリー行こう
- 2010年4月より放送開始。
保土ケ谷区在住のビリー諸川が地域を散策するバラエティー番組。テーマ曲はビリー諸川が30分で製作した[8]「ロカビリー日和」。2020年3月よりエルヴィーが番組マスコットキャラクターとなる[9]。

テレミン体操で元気だミン!
- YCVキャラクター「テレミン」と体操のお姉さん・お兄さんが地域を回り体操する番組。テーマ曲は「テレミン体操で元気だミン！」。
  - 体操のお姉さん・お兄さん

  1. もりせいじゅ - 2019年4月[10] - 現在
  2. 刈川杏奈 - 2017年7月[11] - 現在
  3. がるるまん - 2017年6月[11] - 2019年3月[12]

相鉄でGO!
かながわ らく楽ウォーキング
- 神奈川県内を散策し魅力溢れるスポットをお届けする番組。

- リポーター
  - 原アンナ - 2012年 - 2024年3月 [13]
  - 高野桃子 - 2024年4月 - 現在

どうぶつ みーつけた！
全日本バレーボール小学生大会ダイジェスト

### 過去に放送した番組
- 地域みっちゃく! YCV
- 週刊Toku Tokuマガジン
- ぴかぴか☆ママの素
- おとな好奇心
- TVフォーラムかながわ
- YCVインフォスクエア
- 医食同源かながわ
- かながわ 匠の技と街めぐり
- こんにちは! 保土ケ谷区です